# 이혜란 (1991년)
이혜란(1991년 6월 4일 ~ )은 대한민국의 2011년 미스코리아 경남 진(眞) 출신 전 가수이다. 걸 그룹 케이걸즈의 멤버였다.

## 같이 보기
- 2011년 미스코리아
- 미스코리아 경남